# Йосиф Богдан Залеський
Йосиф (або Юзеф) Богдан Залеський (пол. Józef Bohdan Zaleski; 2 (14) лютого 1802, Богатирка — 31 березня 1886, Париж) — польськомовний поет і громадський діяч.

## Життєпис
Батько — Вавжинець Залеський, мати походила з молдовської родини — Марія Буркатовна, прадід був запорозьким козаком, долю якого поет відобразив в думі «Зозулич».
Богдан був 13 дитиною в сім'ї. Після його народження мати померла. Батько віддав сина на виховання родичам.
1812 року пішов до школи в Умані. Тут познайомився із Северином Гощинським та Михайлом Грабовським, з якими його пов'язувала подальша дружба. Не закінчивши школу разом з Северином Гощинським 1826 року Богдан їде до Варшави. Знайомиться з Казимиром Бродзінським.
Через нестачу грошей починає працювати вчителем. Брав участь у Листопадовому повстанні. Після поразки повстання разом із сеймом змушений був виїхати до Парижа.
Заприятелював у Парижі з Адамом Міцкевичем та 1836 року з Миколою Гоголем, з яким переважно спілкувався українською мовою через незнання останнім польської. У Парижі був у колі польських емігрантів. Наприкінці життя цікавився релігією, мав на думці стати чернцем.
Помер у Парижі, де й похований. Посмертний портрет написала Анна Білінська — художниця, народжена у Златополі.

## Творчість
Під час проживання в Умані був зачарований народними думами та співом лірників про козацькі подвиги та козацьких гетьманів. Цікавився козацьким минулим. Створив ряд дум присвячених козацькій тематиці та козацьким подвигам.
Є засновником «української школи» в польській літературі й співцем «козацького романтизму». Поклав свої історичні думи на музику українських дум. Думи Залеського тісно пов'язані з Україною і характеризують його як Співця Степу.
Козацькій темі присвятив:
10 дум:
- З Савур Могили або дума про першого гетьмана.
- Дума «Лях Сердечний»
- «Люлі-люлі немовляті Івоні»
- Дума про Мазепу
- Дума про гетьмана Косинського
- Дух степу
- Хотинська битва
- Степ
- Подвійний кінець
- Смутна Краковянка (Княжна Ганка Ружинська)
- Зозулич
- Золота дума

3 рапсодії:
- Ян Бенявський (про сина чигиринського старости)
- Демян князь Вишневецький 1826
- Трахтемирівський монастир

2 історичні пісні:
- Чайки (про похід Конашевича на Синоп)
- Третій штурм Ставище

5 поезій:
- До Польки (Золотаренко в Варшаві)
- Гей, гей Батьку Отамане!

1 колискову:
- «Люлі-люлі немовляті Івоні»

2 українські народні пісні:
- Похід
- Виїзд без повернення

## ОписЗапорозької СічіБогданом Залеським
У поясненні до думи Зозулич Залеський писав у листі Адамові Міцкевичу, що в цій думі показана доля його прадіда. І дає короткий опис Запорозькій Січі: він описує січ, як величезний чоловічий монастир із чіткими правилами. Козаки, якщо вони не були у військових походах проти невірних, займалися ловлею риби, полюванням і виготовленням «чайок». Жінкам на Січ вхід був заборонений. У кінці року, під час вибору старшини кожний міг повернутися на Україну, позаяк кожний заслужив у походах на власну домівку та жінку. Кожний добровільно міг прийти на Січ, та занести себе до реєстрової книги. Частина козаків мали в Січі свою батьківщину, це були діти без батьків, яких присилали на Січ або яких козаки підбирали в походах, їх виховували в Січі старі посивілі вояки. Для цих дітей Степ був батьком, а Січ — мати. Їм давали придумані імена найчастіше називали назвами птахів або просто зозуличами. З таких дітей виростали найкращі козаки віддані своєму козацькому кошу.
Одним з них був прадід Богдана Залеського.